# Conde Primo Magri

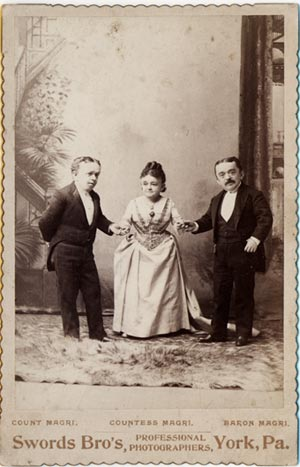
Conde Primo Magri (izquierda) con Lavinia Warren (centro) y el Barón Magri (derecha) fotografiados en 1885

Conde Primo Magri (1849–1920) o Conde Rosebud fueron los nombres artísticos de un enano italiano que se casó con Lavinia Warren, la viuda del famoso Tom Thumb, el lunes 6 de abril de 1885, en la Iglesia de la Santa Trinidad en la ciudad de Nueva York.

## Carrera
Los hermanos nacieron en Bolonia y se exhibían desde los años 1860 por el país con un acto en el que tocaban uno el piano y el otro la flauta, bailaban y cantaban. En la década de 1870 se trasladaron a EE. UU. actuando inicialmente con los nombres de Conde Rosebud y Barón Littlefinger. Con 95 cm, Primo Magri era cinco centímetros más bajo que el primer marido de Lavinia en sus últimos años de vida. El matrimonio Magri fundó una troupe teatral compuesta tanto por enanos como por personas de estatura normal con la que realizaron varias giras mundiales, poniendo en escena obras como Los Rivales y Gulliver en Liliput tanto ante público común como ante la realeza, incluyendo la reina Victoria.
El hermano, falsamente presentado como gemelo, de Magri, Giuseppe (o Ernesto) Magri (1850-?), también un enano proporcionado de similar estatura, utilizó el apodo de Barón Magri y Barón Littlefinger. Se casó con una mujer de estatura normal y tuvieron tres hijos también de altura común.
Los títulos militares y aristocráticos que P. T. Barnum dio a sus enanos eran pura fantasía, pero los Magri reclamaban que los suyos eran títulos auténticos concedidos por el papa Pio IX.
Los Magri eran bien conocidos por sus gustos muy caros, y por tanto se vieron forzados a exhibirse hasta la vejez para permitirse tal tren de vida. Abrieron una afamada fonda de carretera y tienda de golosinas en Middleborough, Massachusetts y actuaban en Coney Island. Primo Magri apareció en una película muda de 1915, The Lilliputian's Courtship, junto a su esposa, Lavinia Warren.

## Muerte
El Conde Primo Magri murió en 1920, un año después que Lavinia, retirado en Middleborough, Massachusetts a los 71 años.